# Lorenzo Zazzeri
Lorenzo Zazzeri (ur. 9 sierpnia 1994) – włoski pływak specjalizujący się w stylu dowolnym, wicemistrz olimpijski.

## Kariera
Na mistrzostwach Europy na krótkim basenie w Kopenhadze w 2017 roku zdobył srebrny medal w sztafecie mężczyzn 4 × 50 m stylem dowolnym. Płynął też w eliminacjach sztafet mieszanych 4 × 50 m stylem dowolnym i otrzymał brązowy medal, gdy Włosi zajęli w finale trzecie miejsce.
W sierpniu 2018 roku podczas mistrzostw Europy w Glasgow zdobył srebrny medal w sztafecie 4 × 100 m stylem dowolnym. Kilka miesięcy później na mistrzostwach świata na krótkim basenie w Hangzhou wywalczył brąz w sztafecie 4 × 50 m stylem dowolnym.
Na mistrzostwach Europy w Budapeszcie w maju 2021 roku zdobył brązowy medal w sztafecie 4 × 100 m stylem dowolnym. W konkurencji 50 m stylem dowolnym był szósty z czasem 21,92. Na dwukrotnie dłuższym dystansie zajął 10. miejsce (48,59).
Trzy miesiące później podczas igrzysk olimpijskich w Tokio wraz z Thomasem Cecconem, Alessandro Miressim i Manuelem Frigo zdobył srebrny medal w sztafecie 4 × 100 m stylem dowolnym. Na dystansie 50 m stylem dowolnym zajął siódme miejsce z czasem 21,78.